# Aeroportul Bankstown
Aeroportul Bankstown (IATA: BWU, ICAO: YSBK) este un aeroport din City of Canterbury-Bankstown⁠(d), Noul Wales de Sud, Australia.
Situat la o altitudine de 8 m, aeroportul dispune de o singură pistă.